# Пропріоцепція
Пропріоцепція (від лат. proprius — власний і recipere — отримувати) — сприйняття власного тіла відповідно до його положення в просторі, положень голови, тулуба і кінцівок відносно один до одного, а також їхніх змін при рухах, разом із відчуттям тяжкості, напруги, сили та швидкості.

## Визначення терміна
Термін пропріоцепція (англ. proprioception) був введений в 1906 році британським нейрофізіологом Чарльзом Скоттом Шеррінгтоном (1857—1952) для позначення сенсорної системи, яка генерує стимули всередині тканини.
Пропріоцепція (іноді її називають пропріорецепцією), на відміну від екстероцепції, не пов'язана зі сприйняттям зовнішнього світу. Пропріоцепція охоплює саме ті відчуття, які дають живій істоті змогу сприймати тіло відповідно до його положення, розташування і переміщення в просторі й часі, і є внутрішнім відчуттям. Вона відрізняється від вісцероцепції як тих відчуттів, які дають змогу сприймати внутрішні органи в тілі та їхнє функціонування. Пропріоцепція та вісцероцепція можуть узагальнюватися під терміном інтероцепція.

## Фізіологія
Сприйняття власного тіла за положенням, поставою, напруженістю та рухом відбувається через поєднання роботи різних органів чуття. Крім сигналів від сенсорних клітин шкіри (сомато-сенсорна система) і вестибулярного апарата (відчуття рівноваги), це переважно сигнали від рецепторних клітин глибокої чутливості, які тому також називаються пропріоцепторами. Це механорецептори, що реагують як чутливі кінцеві органи в м'язах, сухожиллях і суглобах на стан і зміну опорно-рухового апарату (наприклад, м'язові веретена, сухожильні органи Гольджі тощо).

## Пропріоцептивні нервові шляхи та ядра
Основним полем сенсорної кори є задня центральна звивина, яка отримує імпульси по волокнах трійчастого нерва та висхідних стовпів заднього спинного мозку. Соматотопічне розташування близького сусідства задніх і передніх центральних звивин певною мірою повторює план будови спинного мозку (висхідні стовпи заднього спинного мозку, змішані частково висхідні й низхідні передні стовпи спинного мозку). Через подразнення чутливих ділянок тіла відповідні рухові зони, включно з ядрами таламуса, перебувають у режимі готовності. Отже, тілу легше реагувати цілеспрямованими рухами.
Певні аферентні нервові волокна, які йдуть до прецентральної звивини (поля Бродмана), також слугують для обробки пропріоцептивних відчуттів, які є передумовою будь-якої регульованої рухової функції. Вони виходять із мозочка.
Пропріоцептивні волокна, що виходять із кісток, судин і вісцеральних органів, як-от серце і кишечник, спочатку прямують до гіпоталамуса. Там вони поєднуються з імпульсами гормональної системи і стають безпосередньо на службу регуляції вегетативних і цереброспінальних функцій організму.

## Рівні пропріоцепції
У 2015 році Цзя Хань та його колеги розрахували зв'язок між найвищими досягненнями і ступенем пропріоцепції (вимірюваної в тестах сприйняття кутових положень суглобів) для таких видів спорту, як художня гімнастика, плавання, танці, бадмінтон і футбол. Для цього вони порівняли 25 осіб, які не є спортсменами, з 25 спортсменами, успішними на регіональному, національному та міжнародному рівнях. Вони виявили, що 30 % відмінностей у продуктивності можна пояснити різними рівнями пропріоцепції з високою статистичною значущістю (p < 0,001). Рівні пропріоцепції в різних суглобах не корелювали і були незалежними змінними. Отже, не існує загальної пропріоцепції, а лише суглобова-специфічна. Оскільки не було виявлено кореляції з тренувальним віком і ступенем пропріоцепції, то різну якість пропріоцепції можна вважати критерієм обдарованості.